# Georgischer Eishockeyverband
Der Georgische Eishockeyverband ist der nationale Eishockeyverband Georgiens. 

## Geschichte
Der Verband wurde am 8. Mai 2009 in die Internationale Eishockey-Föderation aufgenommen. Der Verband gehört zu den assoziierten Mitgliedern der IIHF und hat daher in deren Vollversammlung kein Stimmrecht. Aktueller Präsident ist Nugzar Paikidze. 
Der Verband kümmert sich überwiegend um die Durchführung der Spiele der georgischen Eishockeynationalmannschaft. Zudem organisiert der Verband den Spielbetrieb auf Vereinsebene, unter anderem in der georgischen Eishockeyliga.